# 614

## Догађаји
- Византијско-сасанидски рат 602-628: Левантијски градови Цезареја Маритима, Арсуф и Тиберијада предају се под Сасанидским условима.
- Сасанидско освајање Јерусалима: Персијско-јудејска војска (26.000 људи) под командом Шарбараза заузима и пљачка Јерусалим, после 20-дневне опсаде Византијског царства. Побијено је негде између 57.000 и 66.500 грађана; још 35.000 је у ропству, укључујући и патријарха Захарија. Многе цркве у граду (укључујући Цркву Светог гроба) су спаљене, а бројне реликвије, укључујући Часни крст, Свето копље и Свети сунђер, однешене су у персијску престоницу Ктесифон.
- Персијанци уништавају Гасанидско краљевство (Арабија), вазалну државу Византијског царства.
- 18. октобар – Краљ Хлотар II проглашава Париски едикт, неку врсту франачке Магна карте која брани права франачких племића и цркве, и регулише именовање грофова.
- Диоклецијанову палату у Сплиту оштетили су Авари, који су опљачкали оближњи град Салону. Становништво бежи у ограђену палату, која је у стању да издржи.
- Освајање Епидаура од стране Словена.
- Битка код Бамптона: Краљ Кинегилс од Весекса побеђује Британце који су нападали у Думнонији (савремени Девон). Они користе римски пут на исток од Ексетера до Дорчестера, и пресрећу их Западни Саси који марширају на југ.
- Сударијум Овиједа је преузет из Палестине, након инвазије Сасанидских Персијанаца.